# コニラヤ
コニラヤ(Coniraya)は、インカ神話に登場する神（ワカ）。コニラヤ・ビラコチャ(Coniraya Viracocha)、クニラヤとも呼ばれる。スペイン人が南米に来るまで、ビラコチャとして崇拝された。創造神の一人で、月の神。
先代の創造神パリアカカから戦いを経ずにその地位を得る（パリアカカは先代ワリャリョ・カルウィンチョから、ワリャリョは先代ヤナムカ・トゥタニャムカから、戦いに勝って地位を奪っている）

## 神話
当時のインカのワロチリ地方(Huarochiri)に残った文書によると、コニラヤは力の強い神で、言葉を発するだけで村や高地や畑を創り出した。また、ププナ（アシの花の一種）を投げただけで耕地に水を供給する灌漑用の水路を作ったとされている。彼はふだんはぼろぼろの衣をまとった見る影もない姿で現れては、彼の正体に気付かない人々に軽蔑されていた。
あるとき、女神カビリャカ(Cavillace)を見初めたコニラヤは、自分の精液が入った果実を彼女に食べさせた。そのため彼女は処女ながら妊娠し、息子を産んだ。女神が主だった男神を集め、誰が自分を妊娠させたのかを尋ねても皆答えなかった。そこで、子が這っていった人を父と認めることとした。子は、みすぼらしい身なりで来ていたコニラヤに近づいていったため、彼の姿に驚いたカビリャカは子を連れて逃げ出し、追ってくるコニラヤから逃れるために、パチャカマックの海岸まで行き、海に入って石になってしまった。コニラヤは女神と子を追い続け、途中で会う動物や鳥に行き先を尋ね、彼に希望を与える答えを言ったものには祝福をし、絶望させる答えを言ったものには人々に迫害されるような宿命を与えた。やがてコニラヤは海で岩になった母子を見つけた（見つけられなかったという伝承もある。）。
コニラヤはその後、パチャカマックの2人の娘に会い、姉と交わったが、妹には立ち去られた。姉妹の母ウルピ-パチャック（ウルピー・ワチャックとも）がこの時不在であり、そのことを怒ったコニラヤは、ウルピ-パチャックが池で飼っていた魚の数匹を海に逃がした。それまで海には魚がいなかったが、この魚から現在海にいるたくさんの魚が生まれた。
海に魚がいる理由としては次のような伝承もある。ある女神が、まだ少ししかいなかった魚を自分の池で飼っており、人々が魚を海で増やすべく所望してもこれを拒んだ。コニラヤがこのことを聞くと、女神の池にこっそり溝を掘って魚を逃がした。そのため、現在、海に魚がいる。女神が怒ってコニラヤの命を狙ったが、彼はうまく逃げていった。
カビリャカ母子を諦めたコニラヤは、長い間海岸地方をさまよい、その間多くのワカや人々に害を与えたという。こうした海岸地方に伝わる物語が高地の『ワロチリの記録』に残されたことから、当時、沿岸地方と高地帯の間で人々や物資が行き交っており深い関係ができていたことが推測される。
コニラヤはまた、クスコのワイナ・カパック王（サパ・インカ）の元を訪れて彼をチチカカ湖に連れて行った。王はコニラヤの指示に従い、西の低地地方へ使いを送った。使いはそこで櫃を受け取った。王が櫃を開けると美しい女性が入っていた。彼女はコニラヤの妹であり、王はコニラヤの言葉に従って彼女と共に湖に留まった。そして自分の身内の者をワイナ・カパックとしてクスコに行かせた。その後コニラヤもワイナ・カパックと女性も姿を消したという。

## 備考
参考文献の『インカの神話』（2002年11月20日発行）においては「コニヤラ」と表記されている。